# Murtabak

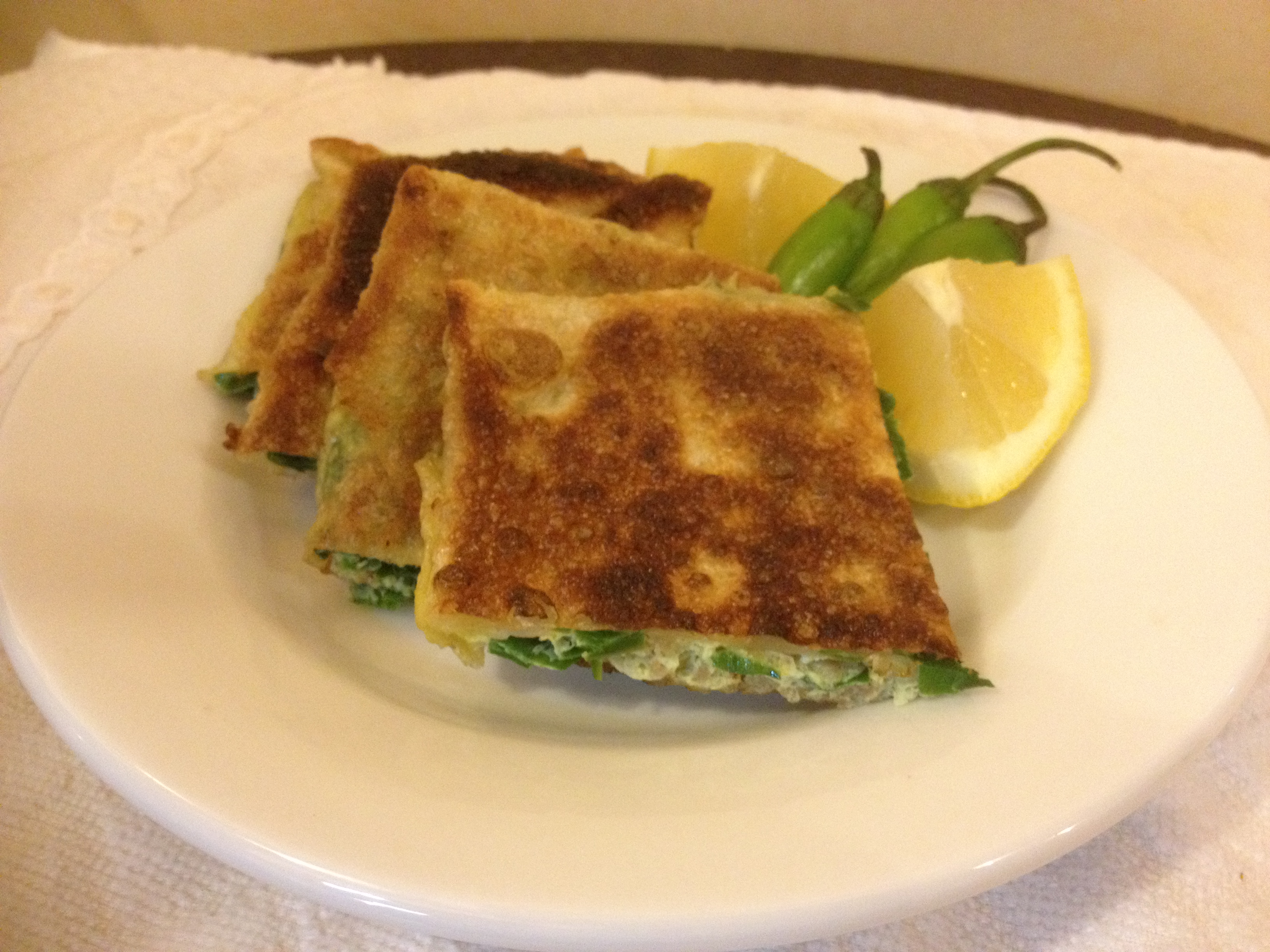
Un murtabak.

Le murtabak, ou mutabbaq (arabe : مطبق) est une galette fourrée commune en Asie. Il est consommé en Arabie saoudite (spécialement dans la région du Hedjaz), au Yémen, en Indonésie, en Malaisie, en Thaïlande, à Singapour, et au Brunei). Selon l’endroit, le nom du plat et ses ingrédients peuvent varier considérablement. Le nom mutabbaq (parfois mutabbag) signifie, en arabe, « plié ».
En Malaisie, où il est appelé murtabak, il est vendu par des commerçant musulmans originaires du Tamil Nadu, surnommés mamak par les Malais. Il contient habituellement du mouton émincé, ainsi que de l’ail, de l’œuf et de l’oignon, et il est consommé accompagné de sauce au curry. Le murtabak yéménite inclut également du mouton. En Indonésie, en particulier à Jakarta, il est appelé martabak et existe en version salée et sucrée.

## Histoire
Le murtabak provient de l’Inde, et sa trace remonte au sultanat de Dehli (1206-1526). Accompagnant les commerçants, le murtabak a été diffusé dans de nombreux pays de l’Asie du Sud-Ouest, et est resté un plat populaire dans plusieurs de ces régions.

## Lemartabakindonésien

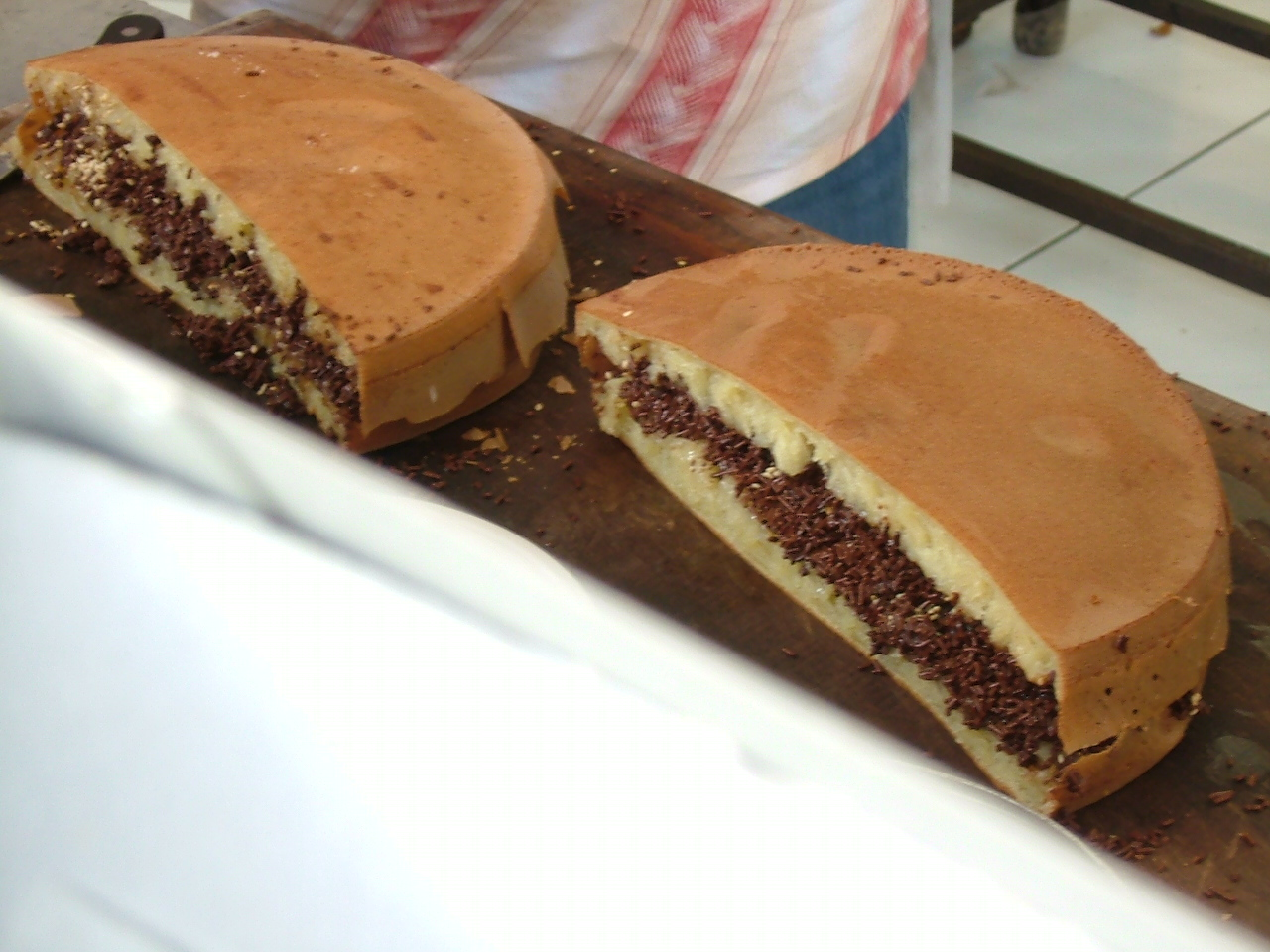
Un martabak manis (martabak « doux » ou « sucré ») principalement rempli de chocolat.

Le martabak est un plat populaire en Indonésie. Le martabak manis, ou martabak « sucré », est un plat de petite restauration populaire en Indonésie. À Jakarta et dans l’ouest de Java, ces crêpes épaisses et sucrées sont également dénommées terang bulan ou kue pinang bangka. En Malaisie, elles sont appelées apam balik.
Le martabak manis est habituellement confectionné en soirée par des cuisiniers de rue. La crêpe est cuite dans une poêle spécialement conçue à cet effet, puis garnie d’ingrédients variés : fromage, chocolat, cacahuètes écrasées, lait condensé. La crêpe est alors coupée en deux et l’un des côtés est replié sur l’autre. Une importante quantité de margarine est ajoutée tout au long du processus.

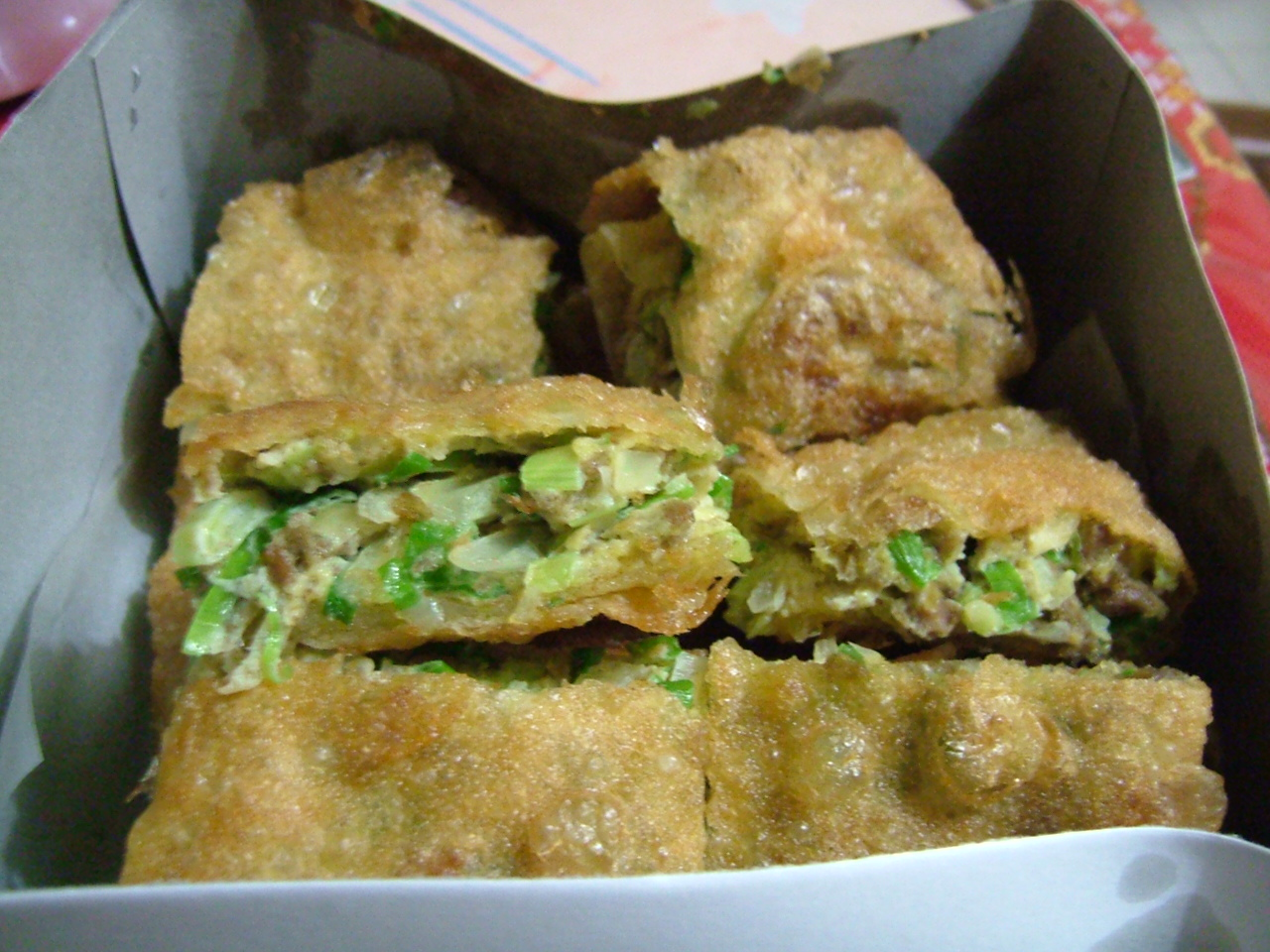
Martabak telur (martabak à l’œuf).

Le martabak telur, ou « martabak à l’œuf », est constitué d’une farce salée entourée de deux couches de pâte. La farce contient des légumes, par exemple des oignons ou des poireaux, ainsi que des lamelles de viande, et des condiments tels que l’ail ou le curry ; elle est liée d’œufs de poule ou de cane — jusqu’à six œufs pour un grand martabak. La pâte est préparée en faisant tourner un pâton jusqu’à obtenir une feuille très fine, de type pâte phyllo, qui est légèrement frite dans une lourde poêle plate. Elle est ensuite garnie, puis coupée en carrés afin d’être vendue et consommée, accompagnée de tranches de concombre et d’une sauce brun sombre composée de vinaigre et de sucre de palme.